# Nils Franzén
Nils Karl Hugo Franzén, född 11 december 1910 i Träkumla församling, Gotlands län, död där 24 december 1985, var en svensk lantbrukare och politiker (i centerpartiet).
Franzén var verksam som lantbrukare i Hallvards på Gotland. Han var ledamot av riksdagens första kammare 1952–1960 och tillhörde andra kammaren 1965–1970, invald i Gotlands läns valkrets. Franzén är begravd på Träkumla kyrkogård.